# Sinningia macrophylla
Sinningia macrophylla är en tvåhjärtbladig växtart som först beskrevs av Christian Gottfried Daniel Nees von Esenbeck och Carl Friedrich Philipp von Martius, och fick sitt nu gällande namn av George Bentham, Joseph Dalton Hooker och Karl Fritsch. Sinningia macrophylla ingår i släktet Sinningia och familjen Gesneriaceae. Inga underarter finns listade i Catalogue of Life.